# Liste der Monuments historiques in Givonne
Die Liste der Monuments historiques in Givonne führt die Monuments historiques in der französischen Gemeinde Givonne auf.

## Liste der Objekte
| Bezeichnung | Beschreibung               | Standort                     | Kennzeichnung | Schutzstatus | Datum | Bild |
| ----------- | -------------------------- | ---------------------------- | ------------- | ------------ | ----- | ---- |
| Taufbecken  | Kalkstein, 12. Jahrhundert | in der Kirche St-Rémi (Lage) | PM08000239    | Classé       | 1964  |      |